# Genotherm

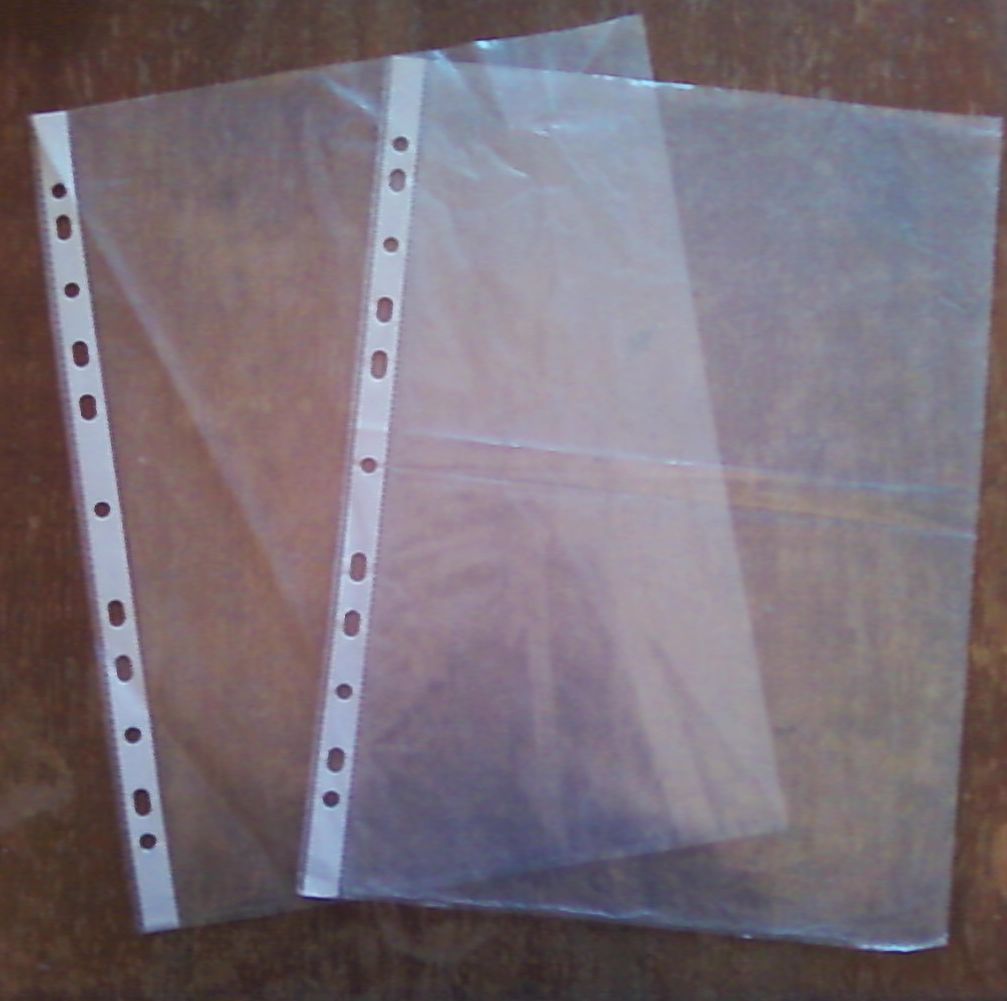
Hagyományos, lefűzhető genotherm irattartó tasak

A genotherm, vagy közkeletű nevén bugyi, műanyag tasak, melyet iratok tárolására, védelmére, rendszerezésére használnak. A lefűzhető változat áttetsző, oldalán lyukakkal rendelkező lefűzősávval. Létezik lefűzésre nem alkalmas, oldalán nyitott változat is. Többféle színben kapható, lehet sima vagy érdes felületű.
Leginkább polipropilénből készül, de polietilénből, vinilből és más műanyagból is gyártható. Különféle méretekben kapható, Magyarországon a leggyakoribb az A4 és A5-ös méretű, az Amerikai Egyesült Államokban pedig a 8,5×11 hüvelykes méretű. A vastag katalógusok, iratok rendezésére használt magasított, erősebb anyagú tasak elnevezése jumbo genotherm.

## A genotherm szó eredete
A GENOTHERM szó eredetileg a német Klöckner Pentaplast GmbH und Co. KG cég védjegye volt számos országban. Jelenleg már csak néhány országban áll védjegyoltalom alatt. A szó közszóként való használata erre a termékre kifejezetten Magyarországra jellemző (fajtanévvé vált védjegy). Magyarországon a korábbi nemzetközi védjegy már nem áll oltalom alatt.